# Terra del Fuoco
La Terra del Fuoco è un arcipelago dell'America del sud, situato all'estremità meridionale del continente. A nord-est dell'arcipelago si trova il territorio d'oltremare britannico delle Isole Falkland. Si estende a sud e a est dello Stretto di Magellano.
Il territorio insulare, di area pari a 73.753 km², è ripartito tra Argentina e Cile ed è composto, oltre che dall'isola principale (denominata Isola Grande), da numerose isole minori, quasi tutte in territorio cileno, come l'isola Dawson, le Isole Diego Ramírez e l'isola di Capo Horn. L'isola degli Stati, assieme alla parte orientale dell'Isola Grande, appartiene invece alla Repubblica Argentina.
I primi europei a raggiungere il territorio furono i marinai della spedizione di Ferdinando Magellano nel 1520. Da allora, nessun europeo vi stabilì la sua residenza fino alla seconda metà del XIX secolo, quando alcuni pionieri furono attratti dalle possibilità dell'ovinicoltura e dalle prospettive della corsa all'oro. Oggi l'estrazione petrolifera domina l'attività economica nel nord della Terra del Fuoco, mentre il turismo, l'industria e la logistica relativa alle attività in Antartide sono rilevanti nel sud.

## Storia

### Preistoria ed esplorazioni europee
I più antichi insediamenti umani risalgono intorno all'8000 a.C. La popolazione Yamana fu una delle più antiche a stabilirsi nella zona; resti archeologici in cui si sono ritrovate caratteristiche della loro cultura sono stati scoperti in località come l'isola Navarino.
Il nome “Terra del Fuoco” (in spagnolo Tierra del Fuego) è stato coniato dall'esploratore portoghese Ferdinando Magellano; navigando per conto della Corona spagnola, nel 1520 fu il primo europeo a raggiungere questo territorio. Navigando vicino alla costa notò il fumo di diversi fuochi accesi dagli Yámana per scaldarsi oppure come rudimentale tecnica di disboscamento,  probabilmente credendo che gli “indiani” si nascondessero nella foresta per preparare un'imboscata alla sua flotta. Originariamente chiamata “Terra dei Fumi”, la zona prese in seguito il nome di “Terra del Fuoco”.
Nel 1525 Francisco de Hoces fu il primo ad ipotizzare che il territorio fosse in realtà un'isola o un arcipelago, invece che una propaggine di quella che in seguito sarebbe stata chiamata Terra Australis. Francis Drake nel 1578 e una spedizione della Compagnia olandese delle Indie orientali nel 1616 fecero nuove scoperte geografiche. All'ultima spedizione si deve il nome Capo Horn.
Nel suo primo viaggio con la HMS Beagle del 1830, Robert FitzRoy imbarcò quattro nativi fuegini, tra i quali “Jemmy Button” (il cui nome indigeno era Orundellico), e li condusse in Gran Bretagna. I tre sopravvissuti furono portati a Londra per incontrare i sovrani, e divennero per qualche periodo delle celebrità. Tornarono alla Terra del Fuoco nel Beagle con FitzRoy e Charles Darwin, che scrisse diverse note durante la sua visita nell'arcipelago.

### Colonizzazione ed estinzione dei Nativi Americani (1860-1910)
Durante la seconda metà del XIX secolo l'arcipelago cominciò ad entrare sotto l'influenza dell'Argentina e del Cile. Entrambi i Paesi iniziarono a reclamare l'intero possesso delle isole. Alcune missioni salesiane si stabilirono a Río Grande e nell'isola Dawson.
Altre missioni anglicane furono insediate da coloni britannici nell'isola di Keppel, nelle Falkland, nel 1855, e nel 1870 ad Ushuaia, sull'Isola Grande, che continuò ad operare durante il XIX secolo. Thomas Bridges imparò il linguaggio degli Yamana e compilò una grammatica e un dizionario di 30000 parole mentre si trovava ad Ushuaia. Fu pubblicato nel XX secolo e considerato un importante lavoro etnologico. Con la moglie crebbe sei figli lavorando nella missione.
Una spedizione cilena del 1879 guidata da Ramón Serrano Montaner scoprì giacimenti alluvionali d'oro nel letto dei fiumi della Terra del Fuoco. Il ritrovamento provocò una massiccia immigrazione nell'Isola Grande tra il 1883 e il 1909. Numerose persone dall'Argentina, dal Cile e anche dalla Croazia si stabilirono nel territorio, portando a numerosi conflitti con i nativi Selknam.
Julius Popper, un esploratore rumeno, fu uno degli imprenditori di maggior successo della regione. Ottenuti dal governo argentino i diritti di sfruttamento di ogni giacimento d'oro che avesse trovato nella Terra del Fuoco, Popper fu uno dei principali responsabili del genocidio del popolo Selknam.
A seguito del contatto con gli europei, le popolazioni native dei Selknam e degli Yamana furono largamente ridotte nel loro numero dai conflitti e dalle persecuzioni attuate dai coloni, dalle malattie infettive per le quali gli indigeni non possedevano difese immunitarie, e infine dalla deportazione in massa nella missione dell'isola Dawson; nonostante gli sforzi dei missionari, molti nativi morirono. Oggi i Selknam sono considerati estinti, anche se esistono discendenti che rivendicano la loro appartenenza a tale etnia. Analogamente, alcuni degli ultimi discendenti degli Yamana, chiamati anche Yagán, vivono vendendo artigianato locale a Villa Ukika, un villaggio vicino a Puerto Williams, nell'isola Navarino; la loro lingua è considerata estinta.
Il trattato del 1881 divise la Terra del Fuoco tra i due Paesi. La corsa all'oro del XIX secolo permise la fondazione di numerose località da parte degli immigrati, come gli insediamenti argentini di Ushuaia e Río Grande e quelli cileni di Porvenir e Puerto Toro.

### Storia recente
Nel 1945, la Corporación de Fomento de la Producción de Chile (“Corporazione di Sviluppo della Produzione del Cile”), un'organizzazione statale cilena impegnata nelle esplorazioni petrolifere, trovò un importante giacimento nella Terra del Fuoco. Le estrazioni cominciarono nel 1949, e nel 1950 il governo creò la Empresa Nacional del Petróleo (ENAP), una compagnia destinata all'estrazione e alla vendita di prodotti petroliferi. Fino al 1960 la maggior parte del petrolio estratto in Cile proveniva dalla Terra del Fuoco.
Durante gli anni quaranta del XX secolo Argentina e Cile formularono le loro rivendicazioni sul territorio antartico. I governi sfruttarono il ruolo chiave della vicinanza geografica della Terra del Fuoco, importante per l'approvvigionamento delle basi scientifiche in Antartide, a supporto delle loro rivendicazioni. Negli anni cinquanta l'esercito cileno fondò Puerto Williams per contrastare la posizione di Ushuaia come unico insediamento nel Canale di Beagle, il cui nome di luogo in lingua yaghan è Onashaga, zona i cui confini tracciati nel 1881 erano contestati dagli argentini.
Negli anni sessanta e settanta le rivendicazioni argentine sulle isole Picton, Lennox e Nueva portarono i due Paesi sull'orlo della guerra; in risposta alla minaccia di un'invasione argentina furono disposti campi minati e furono costruiti numerosi bunker nella parte cilena della Terra del Fuoco. Il conflitto del Beagle spinse il regime di Augusto Pinochet a dare supporto logistico alla Gran Bretagna durante la guerra delle Falkland del 1982. I radar cileni fornirono ai britannici informazioni sul movimento dei jet argentini, rendendo loro più facile la difesa dai bombardamenti nemici.
Nel 1986 il congresso argentino stabilì che la porzione di Terra del Fuoco sotto la propria sovranità avrebbe dovuto formare una nuova provincia; la legge fu promulgata il 26 aprile 1990.

## Geografia
La Terra del Fuoco occupa l'estremità meridionale del continente americano, ad una latitudine compresa tra i 52° 25' e 56° sud e una longitudine compresa tra i 63° 44' e i 74° 45' ovest. Si estende a sud-est dello Stretto di Magellano, tra gli oceani Atlantico e Pacifico.
L'arcipelago è formato da un'isola principale, l'Isola Grande della Terra del Fuoco, chiamata spesso semplicemente Terra del Fuoco o Isola Grande, con una superficie di 48100 km², e da una miriade di isole minori. L'isola principale è divisa politicamente tra due nazioni: 18507,3 km² (il 38,57% dell'area totale dell'isola) appartengono all'Argentina, mentre 29484.7 km² (il 61,43% dell'area) appartengono al Cile. L'arcipelago è diviso da un canale con andamento da est ad ovest, il Canale di Beagle, immediatamente a sud dell'isola principale. Le più estese isole a sud del canale sono Hoste e Navarino.
La parte occidentale dell'isola principale e quasi tutte le altre isole appartengono al Cile. Sono comprese nella Regione di Magellano e dell'Antartide Cilena, il cui capoluogo e città principale è Punta Arenas, situata a ridosso dello stretto. Le città cilene più popolate sono Porvenir, capoluogo della Provincia di Tierra del Fuego, situata sull'Isola Grande, e Puerto Williams, capoluogo della Provincia dell'Antartica Cilena, che si trova sull'isola di Navarino. Puerto Toro, qualche chilometro più a sud di Puerto Williams, è la località abitata più a sud del mondo. La maggior parte delle isole disabitate a nord e ad ovest dell'isola principale fa parte della Provincia di Magallanes.

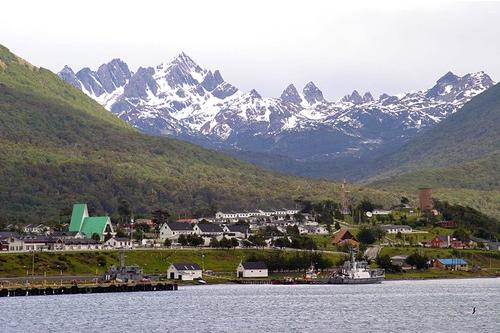
Vista di Puerto Williams
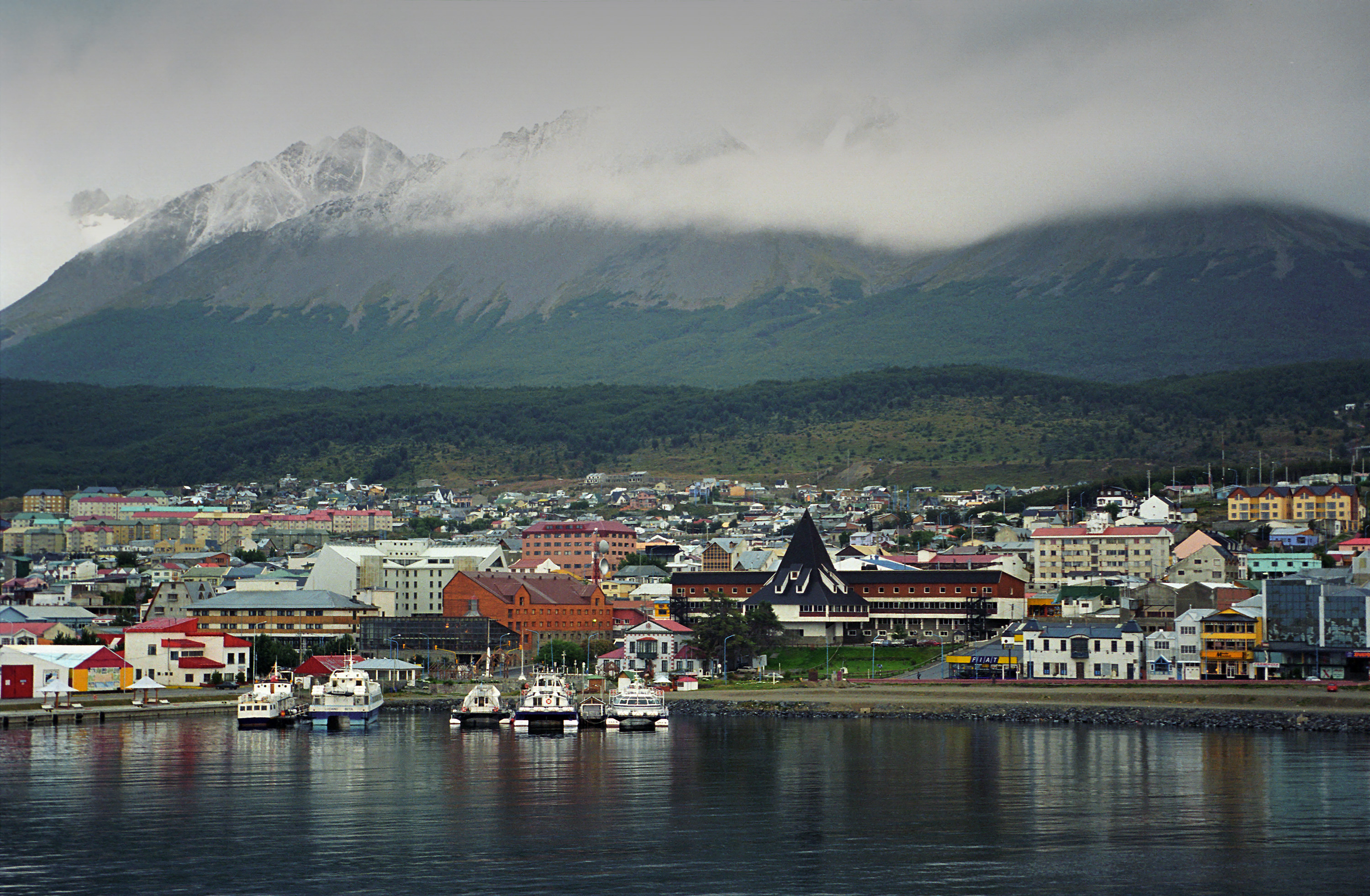
La città di Ushuaia

La parte orientale dell'Isola Grande e alcune piccole isole nel Canale di Beagle appartengono all'Argentina. Sono parte della Provincia di Terra del Fuoco, Antartide e Isole dell'Atlantico del Sud, il cui capoluogo è Ushuaia, la più popolata città dell'arcipelago. L'altra importante città è Río Grande, sulla costa atlantica. Nella catena montuosa della Cordillera Darwin, a sud-ovest dell'isola principale, sono presenti numerosi ghiacciai che si gettano nell'oceano; il Monte Shipton, con i suoi 2469 metri, è la cima più alta dell'arcipelago.

### Clima
Il clima della Terra del Fuoco è influenzato dalla latitudine, dalla vicina presenza della massa glaciale antartica, dalle correnti degli oceani e dalla natura stessa del territorio. Il vicino continente antartico espone l'arcipelago alla presenza di masse d'aria fredda, specialmente in inverno, mentre la presenza su tre lati delle acque oceaniche tende nel contempo a mantenere bassa l'escursione termica tra l'estate e l'inverno. I venti predominanti, che possono raggiungere i 135 km/h, soffiano da ovest a est, parallelamente alla Cordillera Darwin, che costituisce invece una barriera alle masse d'aria glaciali provenienti da sud.
La regione ha un clima di tipo oceanico (“Cfc” secondo la classificazione dei climi di Köppen), con brevi estati fresche e lunghi inverni umidi, moderatamente freddi: la temperatura media annuale, al livello del mare, oscilla tra i 5 °C e i 6 °C, mentre in inverno la presenza del mare influisce sulla costa, che raramente vede temperature sotto lo 0 °C. All'interno dell'Isola Grande l'ampiezza termica aumenta, causando in inverno frequenti gelate.
Il valore delle precipitazioni medie annue è elevato soprattutto nella zona sud-ovest, specie in corrispondenza dei rilievi andini, e decresce nelle zone nord-orientali: si passa dai 5000 mm delle isole cilene più occidentali ad una quantità annua di 300 mm a Bahía San Sebastián, in territorio argentino. La neve può cadere anche in estate.
Nelle isole più a sud il clima è già di tipo sub-antartico, tipico della tundra, e rende impossibile la crescita degli alberi.

## Ambiente

### Flora
Le foreste coprono solo il 37% della superficie dell'arcipelago; nella parte nord-orientale sono invece presenti steppe ed aree fredde semi-desertiche.
Nella Terra del Fuoco si trovano sei specie arboree: il canelo (Drimys winteri), il leña dura (Maytenus magellanica), il cipresso delle Guaitecas (Pilgerodendron uviferum, la conifera più australe del mondo), e tre specie di faggio australe, il ñire (Nothofagus antarctica), il lenga (Nothofagus pumilio) e il sempreverde guindo (Nothofagus betuloides). Nel sottobosco crescono alcuni frutti, come la Fragaria chiloensis e il calafate, che sono stati raccolti a lungo dai nativi e dai residenti di discendenza europea. Una particolare importanza hanno avuto in passato per il sostentamento dei nativi fuegini i funghi del genere Cyttaria, soprannominati Pan de Indio (“Pane dell'Indio”), parassiti dei faggi australi; facendo fermentare uno di essi, il Cyttaria harioti, gli Yamana fabbricavano una sorta di aguardiente.
Queste foreste sono uniche al mondo per la loro capacità di svilupparsi in climi con estati fresche. I venti forti a volte costringono gli alberi in posizioni più esposte a crescere in forme contorte, al punto da ispirare la popolazione a chiamarli “alberi-bandiera”. Le foreste si estendono a sud fino all'Isola degli Stati, Navarino e alla parte settentrionale dell'Isola Hoste. Alcuni esemplari di faggio australe sono stati trovati fino ad un'altitudine di 500 m. Più a sud, le Isole Wollaston e la parte meridionale dell'Isola Hoste sono coperte dalla tundra sub-antartica.

Flora della Terra del Fuoco
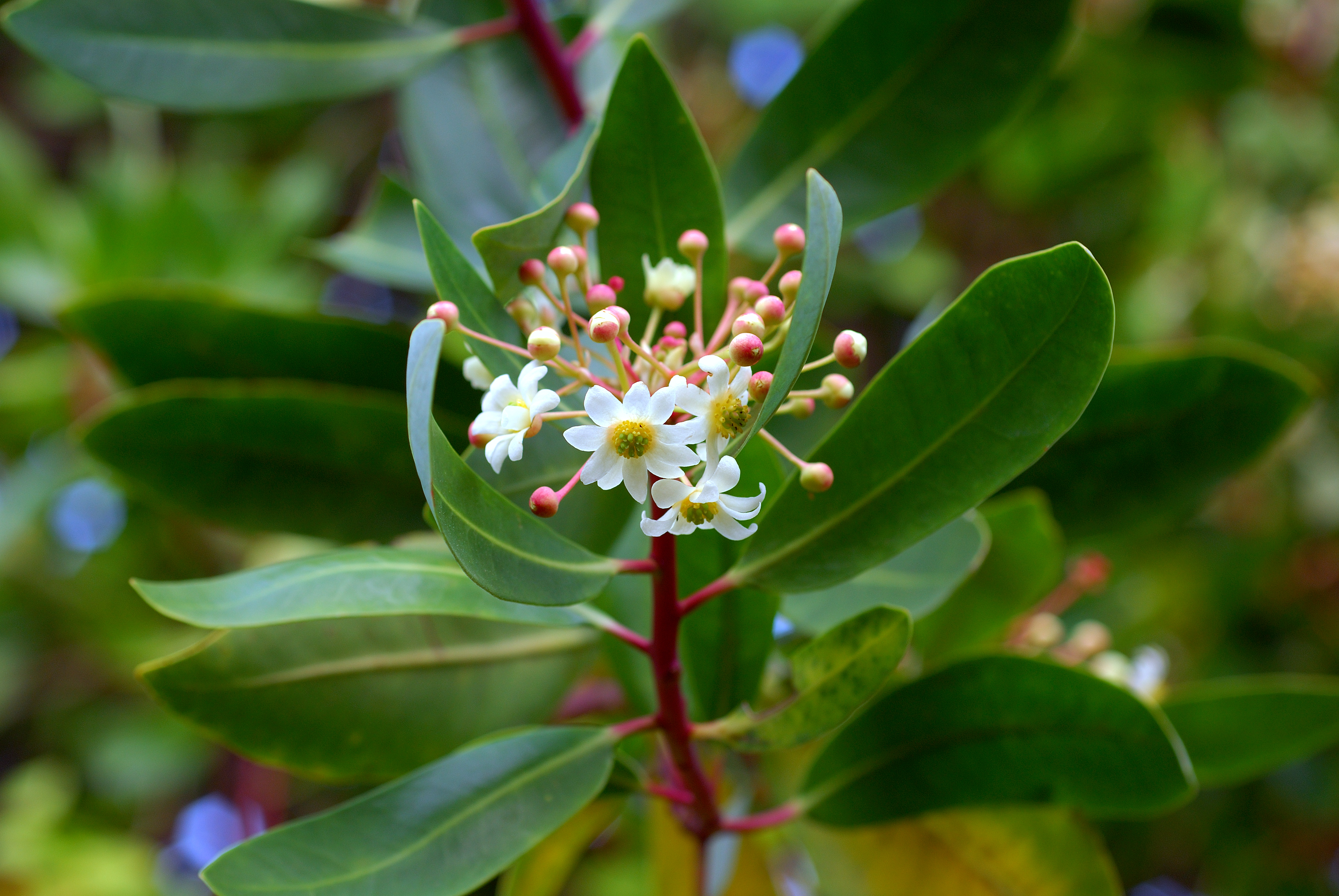
Fiori di Drimys winteri
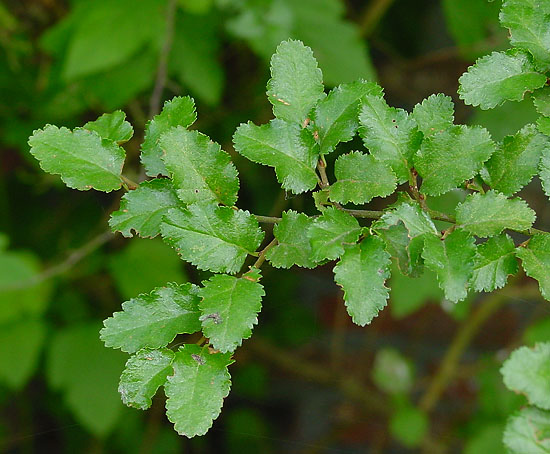
Nothofagus antarctica
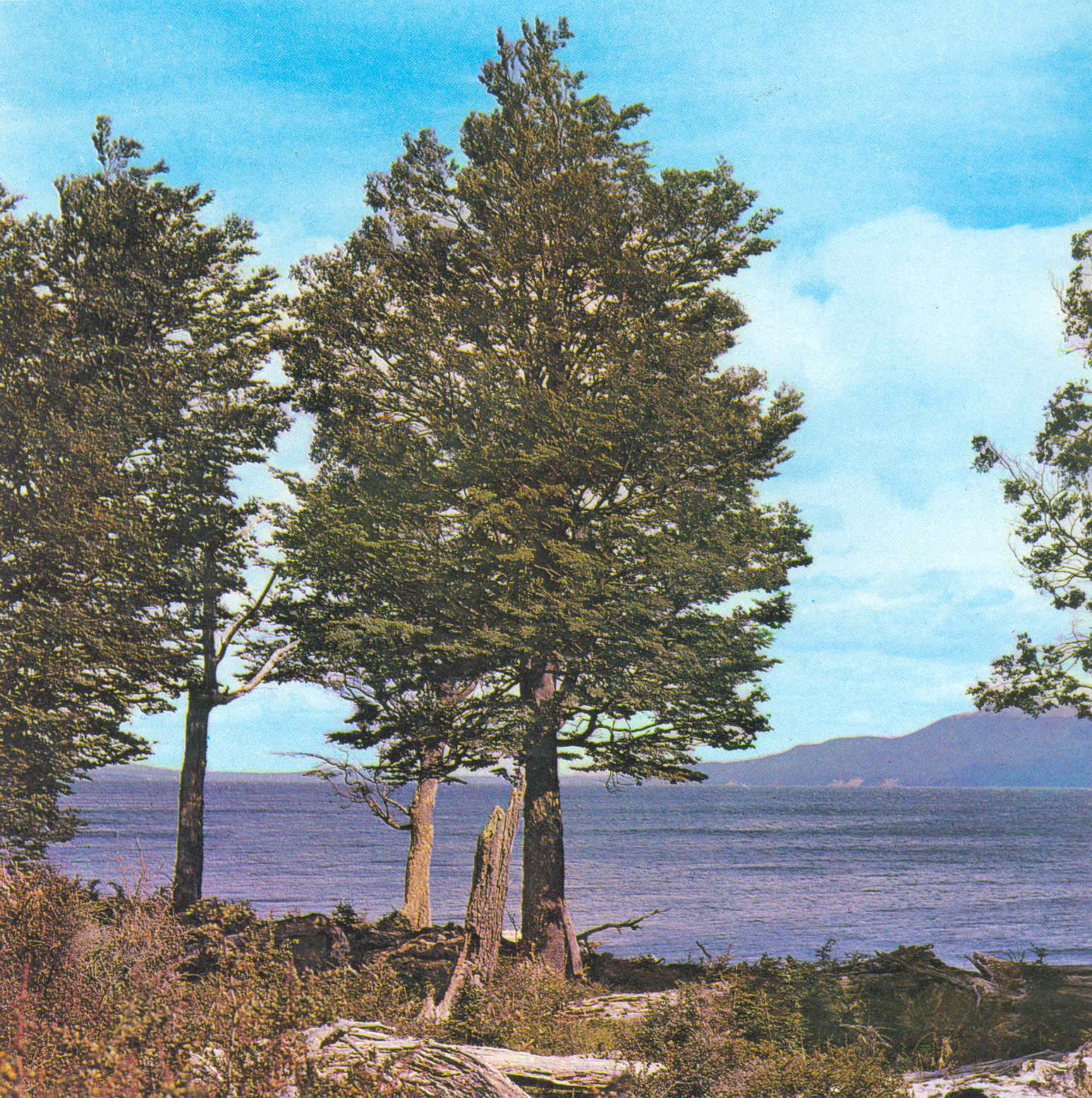
Nothofagus pumilio
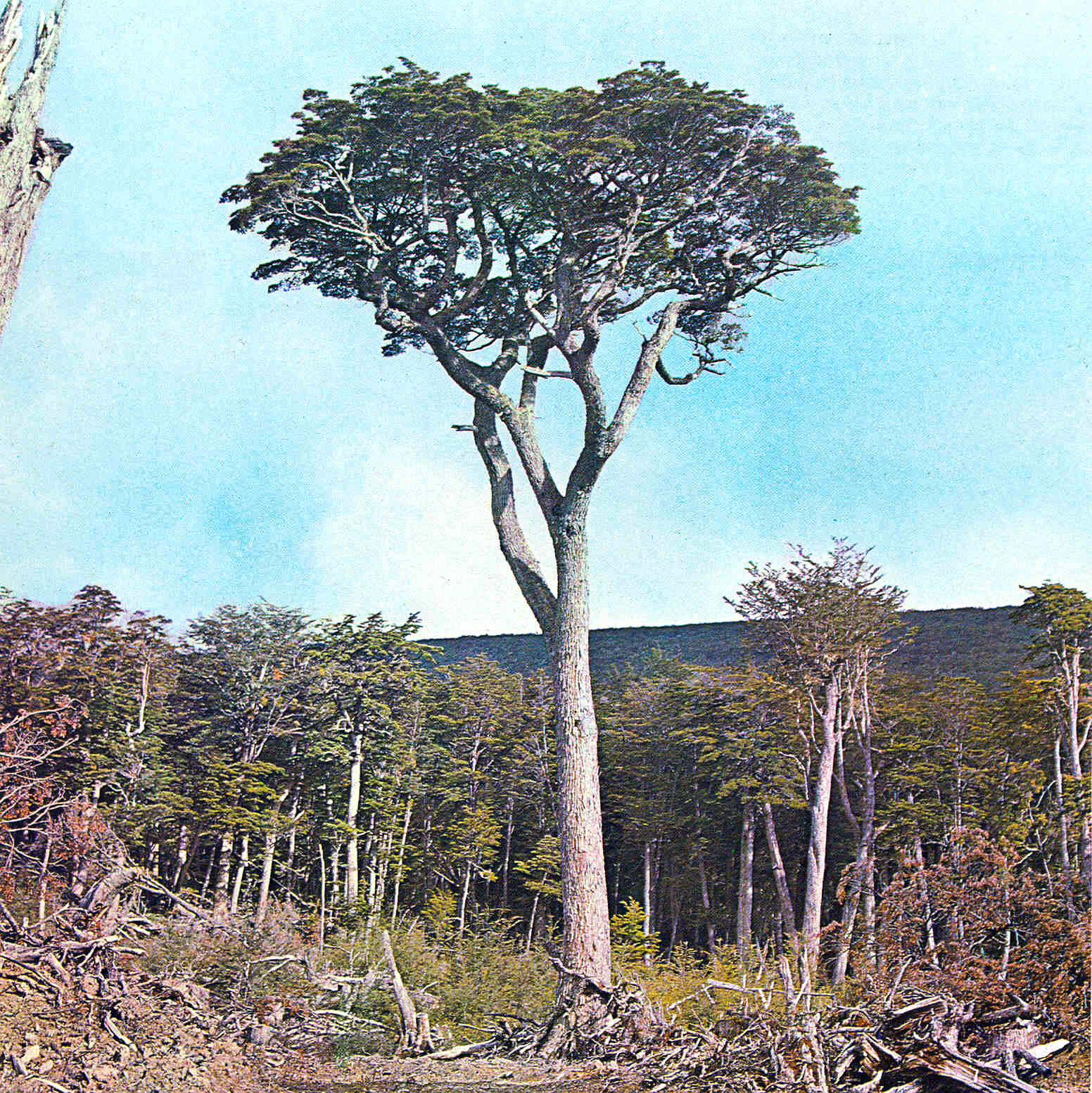
Nothofagus betuloides

Gli alberi provenienti dalle foreste della Terra del Fuoco sono stati piantati anche in zone con un clima simile, ma originariamente prive di alberi, come le Isole Fær Øer e gli arcipelaghi vicini. Gli alberi importati sono usati per scopo ornamentale, per riparare dal vento e per combattere l'erosione.

### Fauna
L'arcipelago della Terra del Fuoco è luogo di grande diversità di fauna, soprattutto avicola e marina.
Nel nord è diffuso il Conuro australe. La maggior parte dei mammiferi presenti è stata importata da altri luoghi; originari del luogo, tuttavia, sono la volpe delle Ande, nella sua sottospecie fuegina (P. c. lycoides), la più piccola volpe grigia sudamericana, il guanaco e il tuco-tuco di Magellano, un roditore endemico. La lontra di fiume meridionale è ormai una specie in pericolo d'estinzione.
Tra gli animali marini figurano il leone marino sudamericano, l'otaria orsina sudamericana e il cefalorinco di Commerson.
I castori americani, introdotti nel 1946, hanno finito per colonizzare la quasi totalità dei fiumi dell'isola grande e di quella di Navarino, aiutati dalla mancanza di predatori, dall'habitat favorevole e dalla capacità degli individui della specie di modificare a proprio vantaggio la struttura dell'ambiente; la proliferazione di questo roditore ha causato notevoli danni ai boschi e al suolo, provocando la creazione di un programma per l'eradicazione della specie dalla Terra del Fuoco.

## Economia
Alla pesca e all'ovinicoltura, tradizionalmente le principali attività economiche della regione, si è aggiunta a partire dalla metà del XX secolo anche l'estrazione di petrolio e gas naturale, attività che si sviluppa soprattutto nella parte settentrionale dell'Isola Grande; nella parte argentina, è stato costruito un gasdotto che attraversa lo Stretto di Magellano e si allaccia alla rete energetica nazionale. Sempre nella parte argentina della Terra del Fuoco, attraverso agevolazioni e sgravi fiscali è stata incentivata l'installazione di industrie manifatturiere, che interessano soprattutto i settori dell'elettronica, della plastica e del tessile.
Nella zona cilena invece, nonostante il governo abbia concesso agevolazioni per lo sviluppo dell'economia, la carenza di infrastrutture ha impedito di fatto lo sviluppo dell'industria nella regione. Un settore economico in forte espansione è quello del turismo, che dispone dell'enorme potenziale dovuto alla natura del territorio, alla particolare storia, alla biodiversità e anche alla vicinanza con il continente antartico.